# سار (شبستر)
سار هي قرية في مقاطعة شبستر، إيران. عدد سكان هذه القرية هو 1,504 في سنة 2006.